# Вишневичи
Вишневичи (бел. Вішнявічы) — деревня в Волковысском районе Гродненской области Беларуси. Входит в состав Субочского сельсовета.

## География
Деревня находится в юго-западной части Гродненской области, вблизи истока реки Островчицы, при автодороге Н-7018, на расстоянии приблизительно 7 километров (по прямой) к западо-северо-западу от города Волковыск, административного центра района. Абсолютная высота — 174 метра над уровнем моря. Площадь населённого пункта — 0,186 км².

## История
По состоянию на 1905 год, в Вишневичах проживало 138 человек. В административном отношении деревня входила в состав Шиловичской волости Волковысского уезда Гродненской губернии.
Согласно Рижскому мирному договору (1921), деревня вошла в состав Второй Польской республики. Входила в состав гмины Мстибув Волковысского повета Белостокского воеводства. В 1921 году числилось 106 жителей, проживавших в 23 домах. В этническом составе населения того периода поляки составляли 100 %. В конфессиональном составе католики составляли 100 % населения деревни.
С 1939 года в БССР.

## Население
По данным переписи 2019 года, в деревне проживало 11 человек.
| Год  | Население, человек |
| ---- | ------------------ |
| 1905 | 138                |
| 1921 | ↘ 106              |
| 2009 | ↘ 22               |
| 2019 | ↘ 11               |